# Episodi di Die Rosenheim-Cops (seconda stagione)
La seconda stagione della serie televisiva Die Rosenheim-Cops è stata trasmessa in anteprima in Germania dalla ZDF tra il 25 febbraio 2003 e il 10 giugno 2003.
| nº | Titolo originale           | Titolo italiano | Prima TV Germania | Prima TV Italia |
| -- | -------------------------- | --------------- | ----------------- | --------------- |
| 1  | Tot im Boot                | inedito         | 25 febbraio 2003  | inedito         |
| 2  | Alarm für eine Kuh         | inedito         | 4 marzo 2003      | inedito         |
| 3  | Geheimnisse                | inedito         | 11 marzo 2003     | inedito         |
| 4  | Eine Leiche verschwindet   | inedito         | 18 marzo 2003     | inedito         |
| 5  | Schwesternliebe            | inedito         | 25 marzo 2003     | inedito         |
| 6  | Tödliche Höhen             | inedito         | 1º aprile 2003    | inedito         |
| 7  | Im Auftrag seiner Majestät | inedito         | 8 aprile 2003     | inedito         |
| 8  | Tod am dritten Loch        | inedito         | 22 aprile 2003    | inedito         |
| 9  | Der Rivale im Kofferraum   | inedito         | 29 aprile 2003    | inedito         |
| 10 | Wettlauf mit dem Tod       | inedito         | 6 maggio 2003     | inedito         |
| 11 | Petri Heil                 | inedito         | 13 maggio 2003    | inedito         |
| 12 | Blattschuss                | inedito         | 20 maggio 2003    | inedito         |
| 13 | Ein Schwein namens Daisy   | inedito         | 27 maggio 2003    | inedito         |
| 14 | Der Fall Verena M.         | inedito         | 3 giugno 2003     | inedito         |
| 15 | Gefährliche Freundschaft   | inedito         | 10 giugno 2003    | inedito         |